# Вифората (Дамбовица)
Вифората (рум. Viforâta) насеље је у Румунији у округу Дамбовица у општини Аниноаса. Oпштина се налази на надморској висини од 302 m.

## Становништво
Према подацима из 2002. године у насељу је живело 2248 становника, од којих су сви румунске националности.